# Mundo Paralelo: Ao Vivo
Mundo Paralelo - Ao Vivo é o primeiro álbum ao vivo da dupla Matheus & Kauan, lançado em 22 de julho de 2013 pela gravadora Som Livre. O show de gravação do projeto ocorreu no dia 20 de março de 2013 no Centro Cultural Oscar Niemeyer em Goiânia, e contou com as participações de Jorge & Mateus, Luan Santana, Michel Teló e a dupla Humberto & Ronaldo.

## Lista de faixas
| N.º | Título                                      | Duração |  |
| 1.  | "Mundo Paralelo" (Part. Jorge & Mateus)     | 3:10    |  |
| 2.  | "Doidinha"                                  | 3:02    |  |
| 3.  | "Flash" (Part. Michel Teló)                 | 3:08    |  |
| 4.  | "Se Tem Paixão"                             | 3:08    |  |
| 5.  | "Carro"                                     | 2:54    |  |
| 6.  | "Fica Combinado"                            | 2:55    |  |
| 7.  | "Morada da Paixão"                          | 3:30    |  |
| 8.  | "Vou Te Merecer" (Part. Humberto & Ronaldo) | 2:45    |  |
| 9.  | "Me Leva Pra Casa"                          | 2:53    |  |
| 10. | "Hora de Acordar"                           | 3:37    |  |
| 11. | "Ai, Ai, Amor"                              | 3:00    |  |
| 12. | "Praia e Mar"                               | 3:26    |  |
| 13. | "Sete Mares"                                | 3:58    |  |
| 14. | "Mãos Travessas"                            | 2:58    |  |
| 15. | "Eu Tentei" (Part. Mateus)                  | 3:30    |  |
| 16. | "Você Me Dominou" (Part. Luan Santana)      | 3:08    |  |
| 17. | "Quando Não Tá Aqui"                        | 2:58    |  |
| 18. | "Esconderijo"                               | 2:55    |  |
| 19. | "Mundo Paralelo"                            | 2:21    |  |